# Липоидная врождённая гиперплазия надпочечников
Липоидная врождённая гиперплазия надпочечников — одна из форм врождённой гиперплазии надпочечников, при которой нарушен начальный этап стероидогенеза. Название заболевания происходит от липоидных отложений, обнаруживаемых у пациентов в клетках коры надпочечников, и, вероятно, возникающих из-за избыточного накопления холестерина при недостаточном преобразовании его в стероиды.
Подавляющее число отмеченных случаев возникает при мутациях гена StAR, предположительно отвечающего за транспорт холестерина в митохондрии для последующего преобразования в стероиды. Описан лишь один случай липоидной гиперплазии вследствие гетерозиготной мутации другого гена, CYP11A1, кодирующего фермент, преобразующий холестерин в первый метаболит стероидогенного каскада - прегненолон.